# Повість про «Несамовитого»
«Повість про „Несамовитого“» (рос. «Повесть о „Неистовом“») — радянський односерійний художній фільм, знятий в 1947 році режисером Борисом Бабочкіним.

## Сюжет
Корабель Північного флоту, міноносець «Несамовитий», отримує завдання провести танкер з пальним у Баренцовому морі, яке чекають на північних авіабазах, у зоні дії німецьких підводних човнів. На шляху міноносець атакує німецький підводний човен. Човен, пошкоджений вибухами глибинних бомб, намагається піти. Але командир «Несамовитого» Нікітін (Борис Бабочкін) віддає наказ припинити переслідування субмарини і повернутися до покинутого танкера. Танкер благополучно прибуває до місця призначення. На зворотному шляху міноносець знову стикається зі спливаючим ворожим підводним човном та потужним ударом розрізає його надвоє. У рідному порту командувач флотом вітає екіпаж «Несамовитого» з нагородженням корабля орденом Червоного Прапора.

## У ролях
- Борис Бабочкін —  командир міноносця «Несамовитий», Нікітін
- Віктор Миронов —  замполіт Карпов
- Олексій Алексєєв —  старший лейтенант, Добродомов
- Чеслав Сушкевич —  штурман Вєнцов
- Дмитро Дубов — лікар Маковкін
- Віктор Проклов —  радист Заболотний
- Іван Кузнецов —  механік Катрич
- О. Мерцедін —  старпом, Соловйов
- Олександр Баранов —  Градов
- Олександр Гречаний[ru] —  старшина, Пашков
- Петро Савін —  Кочетков
- Михайло Глузський —  Тарапата
- О. Ваньков —  матрос «Несамовитого»
- М. Атаєв —  матрос «Несамовитого»
- А. Карасьов —  матрос «Несамовитого»
- В. Кліш —  матрос «Несамовитого»
- Я. Трайнін —  матрос «Несамовитого»
- В. Сударєв —  матрос «Несамовитого»
- Іван Переверзєв —  Командир «126»-го, Мєзєнцев
- Леонід Кміт —  радист «126»-го, Філатов
- Олександр Смирнов —  матрос «126»-го, одесит Ілля Ласточкин
- В. Казанський —  матрос «126»-го, Сєнушкін
- В. Бондарєва —  метеоролог з острова Діксон, Катерина Григорівна Бойко
- Галина Фролова —  лейтенант Кузьміна
- Є. Феоктистова —  Маша
- Е. Кравченко —  Мєзєнцева
- Михайло Державін —  командувач флотом
- Борис Бовикін —  Володя
- Лев Потьомкін —  черговий по штабу Нефьодов

## Знімальна група
- Автор сценарію: Павло Фурманський
- Режисер: Борис Бабочкін
- Оператори:
  - Іоланда Чен
  - Олександр Шеленков
- Художник: Михайло Юферов
- Композитор: Віссаріон Шебалін